# Delma molleri
Delma molleri is een hagedis die behoort tot de gekko's en de familie heuppotigen (Pygopodidae).

## Naam en indeling
De wetenschappelijke naam van de soort werd voor het eerst gepubliceerd door Christian Frederik Lütken in 1863. Oorspronkelijk werd de wetenschappelijke naam Delma Mölleri gebruikt.
De soortaanduiding molleri is een eerbetoon aan een zekere kapitein Möller die het holotype verzamelde.

## Verspreiding en habitat
De soort komt voor in delen van Australië en leeft endemisch in de staat Zuid-Australië. De habitat bestaat uit gematigde scrublands en gematigde graslanden. Ook in door de mens aangepaste streken zoals weilanden en akkers kan de hagedis worden gevonden.

## Beschermingsstatus
Door de internationale natuurbeschermingsorganisatie IUCN is de beschermingsstatus 'veilig' toegewezen (Least Concern of LC).